# Nemesia bosmansi
Espèce
Nemesia bosmansi est une espèce d'araignées mygalomorphes de la famille des Nemesiidae.

## Distribution
Cette espèce est endémique du Latium en Italie,. Elle se rencontre dans le parc national du Circé.

## Description
La femelle holotype mesure 10,6 mm et la femelle paratype 12,9 mm, les mâles mesurent de 9,4 à 10,9 mm.

## Systématique et taxinomie
Cette espèce a été décrite par Decae en 2024.

## Étymologie
Cette espèce est nommée en l'honneur de Robert Bosmans.

## Publication originale
- Decae, 2024 : « A new species in the mygalomorph trapdoor spider genus Nemesia Audouin, 1826 (Araneae: Mygalomorphae: Nemesiidae) from Italy, with notes on Nemesia taxonomy. » Arachnology, vol. 19, no 7, p. 966-972.